# Ericeia biplagiella
Ericeia biplagiella là một loài bướm đêm trong họ Erebidae.